# Gunter (Texas)
Gunter es una ciudad ubicada en el condado de Grayson en el estado estadounidense de Texas. En el Censo de 2010 tenía una población de 1.498 habitantes y una densidad poblacional de 32,76 personas por km².

## Geografía
Gunter se encuentra ubicada en las coordenadas 33°29′26″N 96°43′53″O / 33.49056, -96.73139. Según la Oficina del Censo de los Estados Unidos, Gunter tiene una superficie total de 45.72 km², de la cual 45.43 km² corresponden a tierra firme y (0.63%) 0.29 km² es agua.

## Demografía
Según el censo de 2010, había 1.498 personas residiendo en Gunter. La densidad de población era de 32,76 hab./km². De los 1.498 habitantes, Gunter estaba compuesto por el 79.84% blancos, el 1% eran afroamericanos, el 1.67% eran amerindios, el 0.33% eran asiáticos, el 0% eran isleños del Pacífico, el 15.89% eran de otras razas y el 1.27% pertenecían a dos o más razas. Del total de la población el 25.77% eran hispanos o latinos de cualquier raza.